# Sabine Raeder
Sabine Raeder (* 1966) ist Professorin für Arbeits- und Organisationspsychologie am Institut für Psychologie der Universität Oslo, Norwegen, und Privatdozentin an der ETH Zürich, Schweiz. Ihre Forschungsschwerpunkte sind Psychologischer Vertrag, Human-Resource-Management-Praktiken und flexible Arbeit.

## Werdegang
Raeder studierte von 1985 bis 1992 Psychologie an der Ludwig-Maximilians-Universität München. Danach war sie zunächst von 1993 bis 1998 als wissenschaftliche Assistentin und Projektmitarbeiterin an der Universität St. Gallen und von 1999 bis 2004 als wissenschaftliche Mitarbeiterin an der ETH Zürich tätig, bevor sie von 2004 bis 2007 als Oberassistentin an der ETH Zürich amtierte. Seit 2006 ist sie Privatdozentin an der ETH Zürich und 2008 trat sie eine Professur am Institut für Psychologie der Universität Oslo an.

## Ausgewählte Publikationen
- S. Raeder, A. Wittekind, A. Inauen und G. Grote: Testing a Psychological Contract Measure in a Swiss employment context. In: Swiss Journal of Psychology. Band 68, 2009, S. 177–188, doi:10.1024/1421-0185.68.4.177
- G. Grote und S. Raeder: Careers and identity in flexible working: Do flexible identities fare better? In: Human Relations. Band 62, 2009, S. 219–244, doi:10.1177/0018726708100358
- A. Wittekind, S. Raeder und G. Grote: A longitudinal study of determinants,of perceived employability. In: Journal of Organizational Behavior. Band 31, 2010, S. 566–586, doi:10.1002/job.646
- S. Raeder, U. Knorr und M. Hilb: Human resource management practices and psychological contracts in Swiss firms: an employer perspective. In: The International Journal of Human Resource Management. Band 23, 2012, S. 3178–3195, doi:10.1080/09585192.2011.637066
- N. De Cuyper, S. Raeder, B. Van der Heijden und A. Wittekind: The association between workers' employability and burnout in a reorganization context: longitudinal evidence building upon the conservation of resources theory. In: Journal of Occupational Health Psychology. Band 17, 2012, S. 162–174, doi:10.1037/a0027348
- F. Drozd, S. Raeder, P. Kraft und C. A. Bjørkli: Multilevel growth curve analyses of treatment effects of a web-based intervention for stress reduction: Randomized controlled trial. In: Journal of Medical Internet Research. Band 15, Nr. 4, 2013, e84 (22 Seiten). doi:10.2196/jmir.2570
- F. Drozd, B. Nielsen, L. Mork, S. Raeder und C. A. Bjørkli: Better Days – A randomized controlled trial of an internet-based positive psychology intervention for overall mood. In: Journal of Positive Psychology: Dedicated to furthering research and promoting good practice. Band 9, 2014, S. 377–38, doi:10.1080/17439760.2014.910822
- S. Raeder: Bindung von Mitarbeitenden in flexiblen Beschäftigungsverhältnissen. In: M. Zölch, M. Oertig und V. Calabrò (Hrsg.): Flexible Workforce – Fit für die Herausforderungen der modernen Arbeitswelt? Strategien, Modelle, Best Practice. Haupt Verlag, Bern 2017, S. 153–171.
- S. Raeder: Der psychologische Vertrag. Ein Baustein für Karriere und Laufbahn. In: S. Kauffeld & D. Spurk (Eds.), Handbuch Laufbahnmanagement und Karriereplanung. Springer, Berlin 2018, doi:10.1007/978-3-662-45855-6_24-1
- S. Raeder: Karriereerfolg als Ergebnis des Personalmanagements: Wie können Organisationen fördern? In: Gruppe. Interaktion. Organisation. Zeitschrift für Angewandte Organisationspsychologie. Band 49, 2018, S. 3–11, doi:10.1007/s11612-018-0397-7
- S. Raeder: Psychological contracts of portfolio workers: A multilevel analysis. In: Sage Open. Band 8, 2018, S. 1–14, doi:10.1177/2158244018778110